# عمر کامارا
عمر کامارا (انگلیسی: Oumar Camara؛ زادهٔ ۱۹ اوت ۱۹۹۲) بازیکن فوتبال اهل فرانسه است.
از باشگاه‌هایی که در آن بازی کرده‌است می‌توان به باشگاه فوتبال لو آور اشاره کرد.
وی همچنین در تیم ملی فوتبال موریتانی بازی کرده‌است.